# 돼지풀
돼지풀은 국화과에 속하는 한해살이풀이다. 북아메리카가 원산인 귀화식물이다. 도둑풀이나 누더기풀로도 불린다.

## 생태
높이는 1~2 미터이고 전체에 짧은 가시털이 있으며 가지가 많이 갈라진다. 잎은 마주나거나 어긋나고 2~3회 우상으로 갈라지며 길이 3~11 센티미터이다. 잎 앞면은 짙은 녹색이고 뒷면은 잿빛이 돌며 연한 털이 있다. 꽃은 8~9월에 줄기와 가지 끝에 이삭 모양으로 달리고 두화는 단성이다. 총포는 녹색이며 포조각은 서로 붙어 있다.
화분병을 일으키는 풀로 가축사료로도 사용하지 않는다. 한국에는 한국 전쟁 당시 유입되어 전국 각지에 야생 상태로 분포하며, 번식력이 매우 강하다. 또한 알레르기성 비염과 각종 호흡기 질환을 유발하는 식물로 알려져 있다.

## 사진

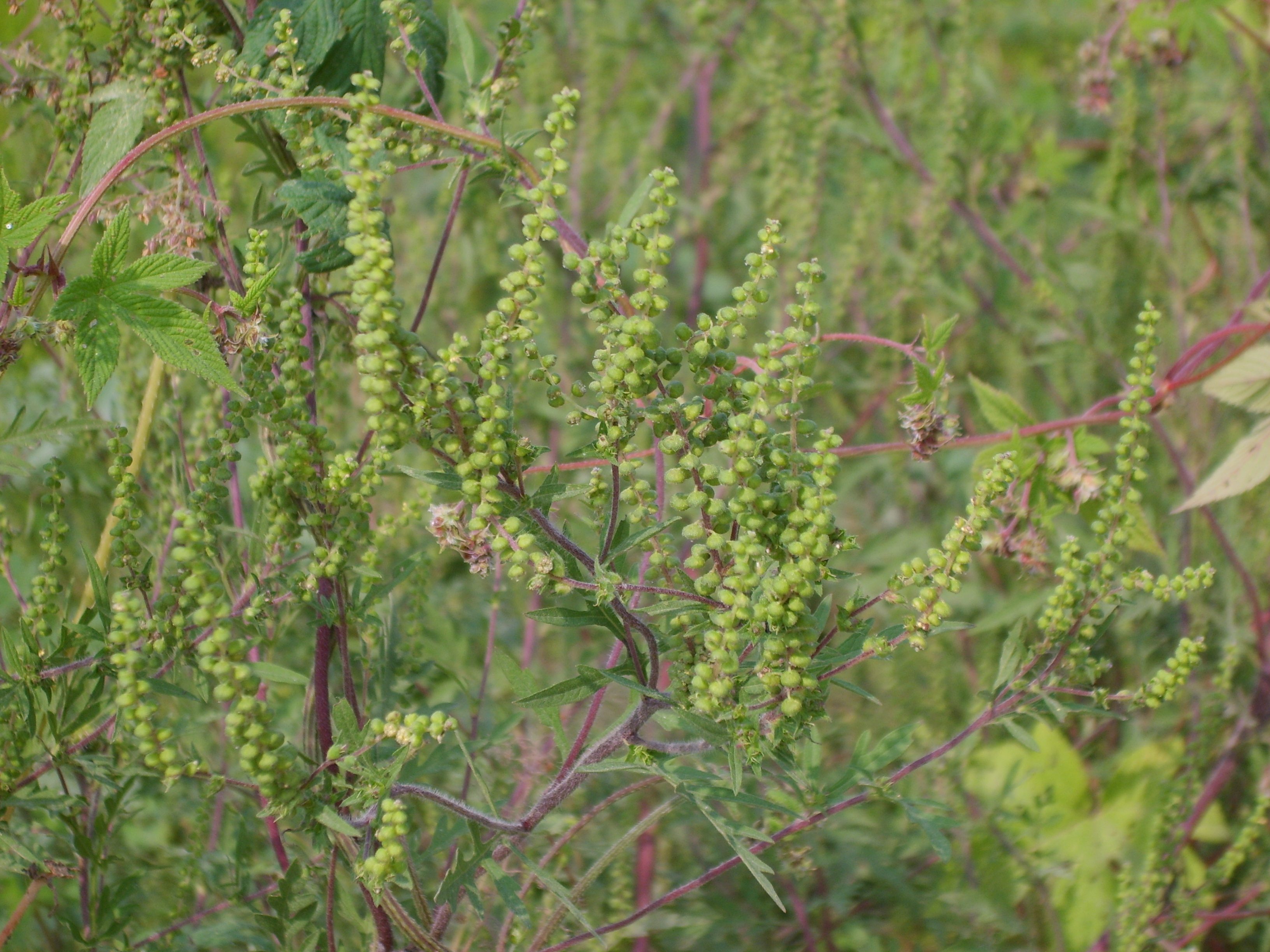
꽃
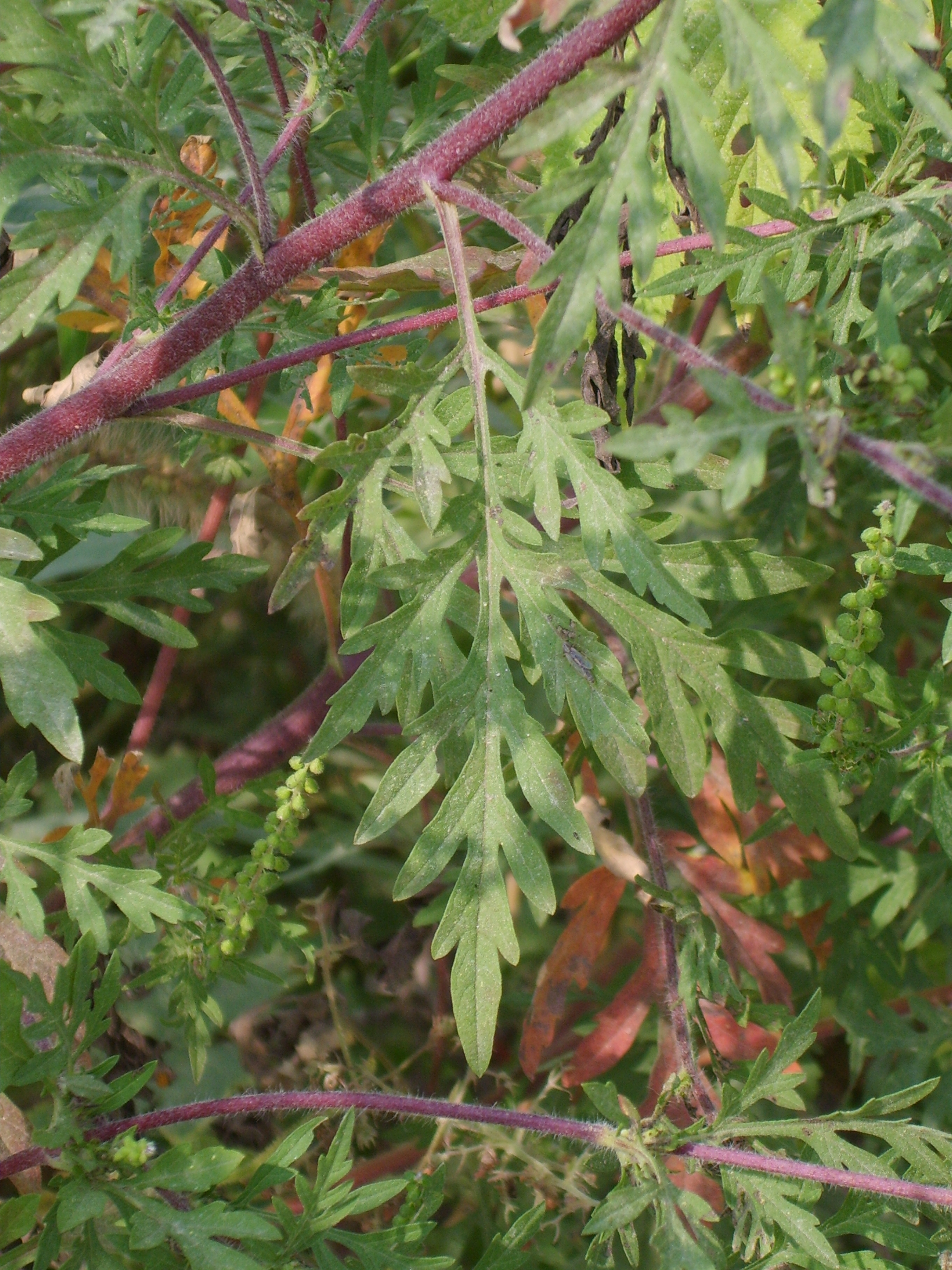
잎
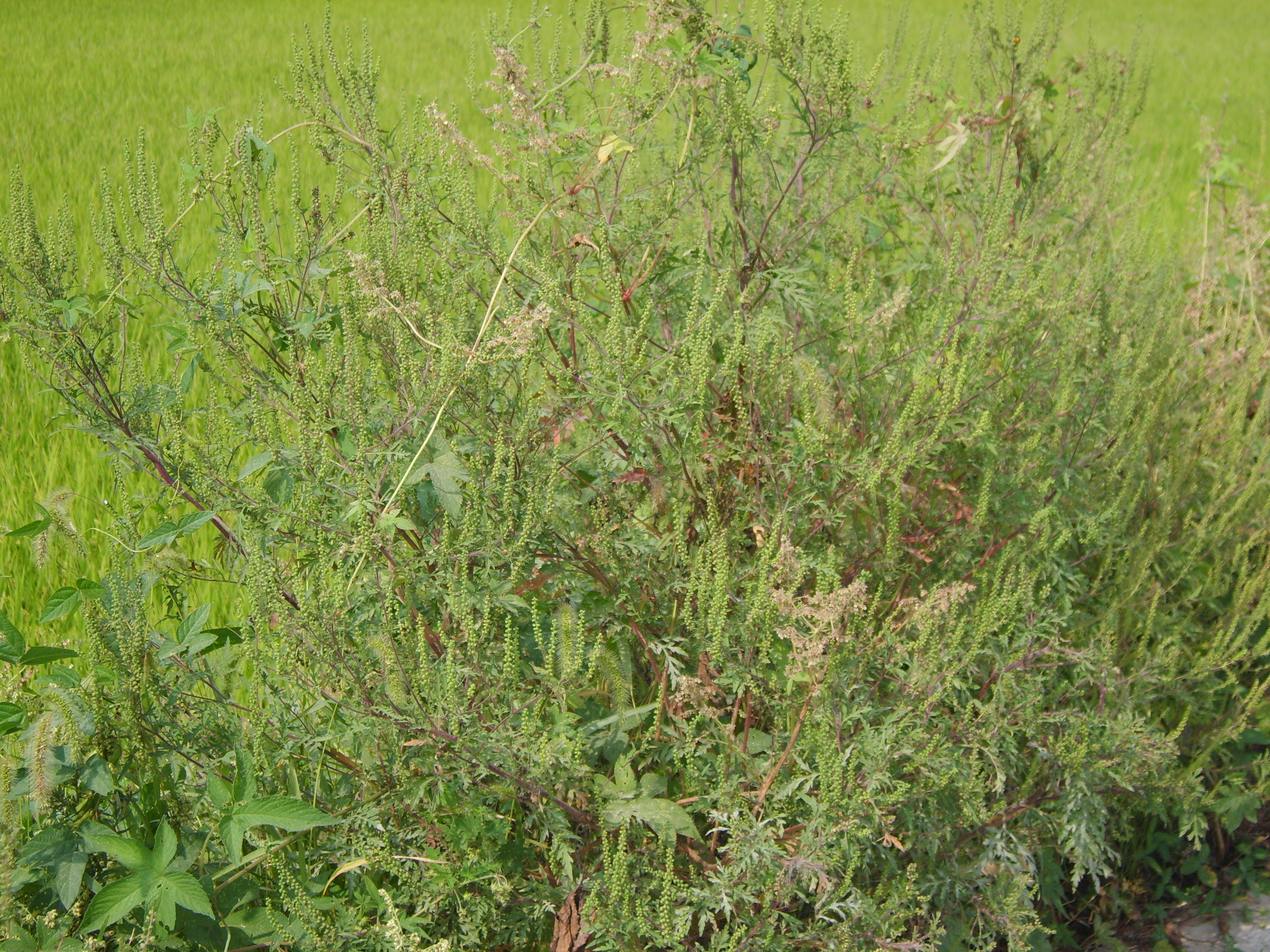
군락

## 참조
1. ↑  “NatureServe Explorer - Ambrosia artemisiifolia”. 《NatureServe Explorer Ambrosia artemisiifolia》. NatureServe. 2022년 6월 22일. 2022년 6월 22일에 확인함.
2. ↑  국립생태원. “돼지풀 Ambrosia artemisiifolia L.”. 《한국 외래생물 정보시스템(KIAS)》. 대한민국 환경부.